# Peter Mitterer
Peter Mitterer, född 12 april 1947, är en österrikisk bågskytt. Han deltog vid olympiska sommarspelen 1980.